# The Cleansing (Catastrophic)
The Cleansing è il primo album in studio del gruppo musicale Catastrophic, pubblicato nel 2001 dalla Metal Blade Records.

## Tracce
1. Hate Trade – 3:22
2. Balancing the Furies – 1:58
3. Enemy – 3:58
4. Lab Rats – 2:40
5. Messiah Pacified – 3:19
6. The Cleansing – 4:26
7. Pain Factor – 1:59
8. Jesters of the Millennium – 3:25
9. The Veil – 3:55
10. Blood Maidens – 1:58
11. You Must Bleed – 3:30
12. Terraform – 4:56

## Formazione
- Keith DeVito - voce
- Trevor Peres - chitarra
- Chris Basile - chitarra
- Brian Hobbie- basso
- Rob Maresca - batteria